# Sculpture by the Sea Aarhus
|  | Sammenskrivningsforslag Artiklen Sculpture by the Sea Aarhus er foreslået føjet ind i Sculpture by the. (Siden maj 2017) Diskutér forslaget |

Sculpture by the Sea Aarhus var Danmarks største udendørs skulpturudstilling og blev afholdt hvert andet år fra 2009 til 2015 i Aarhus langs kysten fra Tangkrogen til Ballehage. Den sidste udstilling fandt sted 5. juni – 5. juli 2015.

## Om udstillingen
Sculpture by the Sea Aarhus blev afholdt for første gang i 2009, som led i markeringen af 100-års jubilæet for Landsudstillingen. Skulpturbiennalen var den første af sin slags i Danmark og fortsatte hvert andet år indtil 2015.. Udstillingen var en hyldest til skulpturens mangfoldige udtryksformer, og havde som mål at skabe et tværkulturelt møde mellem kunstnere, kunsten og publikum i naturlige omgivelser.
Sculpture by the Sea Aarhus tiltrak både danske og internationale kunstnere, heriblandt verdensnavne som canadiske Cardiff-Miller, den Sydney / New York baserede kunstnergruppe The Glue Society , og eksempelvis kinesiske Chen Wenling, der har udmærket sig som en af Kinas største samtidskunstnere. Udvælgelsen foregik igennem et særligt Open Call, hvor alle interesserede kunne indsende skulpturforslag. En kunstfaglig jury udvalgte herefter de værker, som siden blev udstillet på den tre kilometer lange kyststrækning.
Sculpture by the Sea Aarhus var gratis og tilgængelig døgnet rundt.

## Historie
Sculpture by the Sea er oprindeligt et australsk koncept, udviklet af australieren David Handley, og åbnede for første gang i Sydney i 1997 med 25.000 besøgende. Tre år senere oplevede Kronprins Frederik og Kronprinsesse Mary skulpturudstillingen på Bondi Beach, hvilket senere ledte til at den danske pendant Sculpture by the Sea Aarhus blev realiseret i et samarbejde mellem Aarhus Kommune og ARoS Aarhus Kunstmuseum, med Kronprinsparret som idegivere og protektorer.
I 2017 blev Aarhus Europæisk Kulturhovedstad, og Sculpture by the Sea Aarhus blev afløst af skulptur- og kunst-festivalen The Garden, som efter planen skal afholdes hvert tredje år. The Garden er væsentligt større end Sculpture by the Sea Aarhus og omfatter blandt andet også en stor del af Aarhus Indre by.